# Dick Nanninga
Dick Nanninga (Groningen, 1949. január 17. – Maaseik, Belgium, 2015. július 21.) 15-szörös holland válogatott, világbajnoki ezüstérmes labdarúgó, középpályás.

## Pályafutása

### Klubcsapatban
1973–74-ben a BV Veendam, 1974 és 1982 között a Roda JC, 1982–83-ban a hongkongi Seiko SA, 1983 és 1986 között az MVV labdarúgója volt.

### A válogatottban
1978 és 1981 között 15 alkalommal szerepelt a holland válogatottban és hat gólt szerzett. Tagja volt az 1978-as világbajnokságon ezüstérmet szerzett csapatnak. Az 1978-as világbajnoki döntőben ő szerezte a holland csapat egyenlítő gólját a rendes játékidőben, amelyet végül az argentin csapat hosszabbításban 3–1-re megnyert.

## Sikerei, díjai
- Világbajnokság
  - ezüstérmes: 1978 - Argentína
- Holland kupa
  - döntős: 1976

## Statisztika

### Mérkőzései a holland válogatottban
| Hollandia | Hollandia            | Hollandia                                  | Hollandia     | Hollandia | Hollandia | Hollandia     | Hollandia | Hollandia |
| #         | Dátum                | Helyszín                                   | Hazai         | Eredmény  | Vendég    | Kiírás        | Gólok     | Esemény   |
| --------- | -------------------- | ------------------------------------------ | ------------- | --------- | --------- | ------------- | --------- | --------- |
| 1.        | 1978. április 5.     | Tunisz, Stade El Menzah                    | Tunézia       | 0 – 4     | Hollandia | barátságos    | 2         | 12' 83'   |
| 2.        | 1978. június 3.      | Mendoza, Estadio Malvinas Argentinas (ARG) | Irán          | 0 – 3     | Hollandia | vb-csoportkör | -         | 70'       |
| 3.        | 1978. június 7.      | Mendoza, Estadio Malvinas Argentinas (ARG) | Peru          | 0 – 0     | Hollandia | vb-csoportkör | -         | 68'       |
| 4.        | 1978. június 18.     | Córdoba, Estadio Chateau Carreras (ARG)    | NSZK          | 2 – 2     | Hollandia | vb-középdöntő | -         | 79' 88′   |
| 5.        | 1978. június 25.     | Buenos Aires, Estadio Monumental           | Argentína     | 3 – 1     | Hollandia | vb-döntő      | 1         | 59' 82'   |
| 6.        | 1978. szeptember 20. | Nijmegen, Goffertstadion                   | Hollandia     | 3 – 0     | Izland    | Eb-selejtező  | -         |           |
| 7.        | 1978. október 11.    | Bern, Wankdorfstadion                      | Svájc         | 1 – 3     | Hollandia | Eb-selejtező  | -         |           |
| 8.        | 1979. szeptember 5.  | Reykjavík, Laugardalsvöllur                | Izland        | 0 – 4     | Hollandia | Eb-selejtező  | 2         | 73' 87'   |
| 9.        | 1979. szeptember 26. | Rotterdam, Feijenoord Stadion              | Hollandia     | 1 – 0     | Belgium   | barátságos    | -         |           |
| 10.       | 1980. január 23.     | Vigo, Estadio de Balaídos                  | Spanyolország | 1 – 0     | Hollandia | barátságos    | -         | 55'       |
| 11.       | 1980. március 26.    | Párizs, Parc des Princes                   | Franciaország | 0 – 0     | Hollandia | barátságos    | -         | 73'       |
| 12.       | 1980. június 11.     | Nápoly, Stadio San Paolo (ITA)             | Görögország   | 0 – 1     | Hollandia | Eb-csoportkör | -         | 46'       |
| 13.       | 1980. június 14.     | Nápoly, Stadio San Paolo (ITA)             | NSZK          | 3 – 2     | Hollandia | Eb-csoportkör | -         | 46'       |
| 14.       | 1980. június 17.     | Milánó, Giuseppe Meazza Stadion (ITA)      | Csehszlovákia | 1 – 1     | Hollandia | Eb-csoportkör | -         | 46'       |
| 15.       | 1981. február 22.    | Groningen, Stadion Oosterpark              | Hollandia     | 3 – 0     | Ciprus    | vb-selejtező  | 1         | 46' 58'   |
|           | Összesen             |                                            |               | 15        | mérkőzés  |               | 6         | gól       |